# Памір (річка)
Памір (тадж. Помир, перс. پامیر) — річка в Таджикистані і Афганістані, права твірна річки Пяндж.
Річка має свої витоки в горах Паміру у Горно-Бадахшанській автономній області Таджикистану. Річка тече між Ваханським хребтом (південь) і Південно-Алічурським хребтом (північ). Річка Памір починається від озера Зоркуль, на висоті 4130 метрів і тече спочатку на захід, а потім південний захід. Біля кишлаку Лангар, на висоті 2799 метрів, до річки приєднується Вахан-Дар'я і разом вони утворюють річку Пяндж.
Річка Памір є межею між Таджикистаном і Афганістаном по усій її довжині.
На північний захід від Лангара знаходяться піки Карла Маркса заввишки 6726 м та Енгельса, заввишки 6507 м. 
Уздовж річки Памір проходить автодорога до Хорога, де вона повертає на північ і приєднується до Памірського тракту. Дорога нижчої якості прямує за озером Зоркуль далі на схід майже до кордону з Китаєм.

## Ресурси Інтернету
- Map of the Gorno-Badakhshan region of Tajikistan
- Aga Khan Development Network: Wakhan and the Afghan Pamir Map at p.5

37°01′ пн. ш. 72°39′ сх. д. / 37.017° пн. ш. 72.650° сх. д.